# Automolis jubdoensis
Automolis jubdoensis là một loài bướm đêm thuộc phân họ Arctiinae, họ Erebidae.